# Gărgărița palmierului
Gărgărița palmierului (Rhynchophorus ferrugineus) este una dintre cele două specii de Curculionide cunoscută sub numele de gărgărița roșie a palmierului, gărgărița palmierului asiatic sau gărgărița palmierului sago. Gândacii adulți sunt relativ mari, variind între 2 și 4 cm lungime și au, de obicei, o culoare roșie ruginie - dar există multe variante de culoare și au fost adesea clasificate ca specii diferite (de exemplu, Rhynchophorus vulneratus). Larvele gărgăriței pot săpa găuri în trunchiurile palmierului cu o lungime de până la 1 m, slăbind și, în cele din urmă, ucigând planta gazdă. Ca urmare, gărgărița este considerată un dăunător major în plantațiile de palmieri, inclusiv palmierul de cocos, palmierul curmal și palmierul de ulei.
Originară din Asia tropicală, gărgărița roșie a palmierului s-a răspândit în Africa și Europa, ajungând în Marea Mediterană în anii 1980. A fost înregistrată pentru prima dată în Spania în 1994, și în Franța în 2006. Au fost localizate infestări suplimentare în Malta, Italia (Toscana, Sicilia, Campania, Sardinia , Lazio, Marche, Puglia și Liguria), Croația și Muntenegru. De asemenea, este bine stabilită în cea mai mare parte a Portugaliei, în special în sud. De asemenea, sa stabilit în Maroc, Tunisia și alte țări nord-africane. Grăgărița a fost raportată pentru prima dată în America pe [[Curaçao] ] în ianuarie 2009 și văzut în același an în Aruba. A fost raportat în Statele Unite la Laguna Beach, California la sfârșitul anului 2010, dar aceasta a fost o identificare greșită a speciei strâns înrudite, R. vulneratus, și nu s-a înființat.
Larvele de Rhynchophorus ferrugineus sunt considerate o delicatesă în Bucătăria din Asia de Sud-Est. În unele regiuni, totuși, creșterea larvelor este strict interzisă pentru a preveni potențiala devastare a culturilor din plantație. 

## Taxonomie
În primul rând, datorită existenței a numeroase forme de culoare în intervalele lor, taxonomia și clasificarea gărgărițelor roșii a palmierului a suferit o serie de modificări în înțelegere și circumscripție. Ca atare, informațiile din literatură ar trebui privite ca o compilație de date care se pot aplica ambelor specii, depinzând în primul rând de biogeografie; în consecință, marea majoritate a publicațiilor probabil se referă la „R. ferrugineus mai degrabă decât vulneratus, deoarece primul este de departe cel mai invaziv. Cea mai recentă revizuire la nivel de gen din 1966 a recunoscut două specii de gărgăriță roșie a palmierului, ferrugineus și  vulneratus, iar timp de decenii acestea au fost interpretate ca taxoni separati. Un studiu genetic în 2004 a concluzionat că „vulneratus” nu era diferit de „ferrugineus” și le-a tratat ca sinonime, o viziune care a fost acceptată până în 2013, când încă un alt. studiu genetic a ajuns la concluzia opusă, bazată pe o eșantionare geografică mai cuprinzătoare. În consecință, specia „gărgăriță roșie a palmierului” care a apărut în SUA a fost „vulneratus” mai degrabă decât „ferrugineus”, deși acesta din urmă este specia invadatoare în toate celelalte introduceri globale.

## Distribuție

### Interval
Se consideră că aria nativă a acestei specii include Bangladesh, Cambodgia, China, India, Japonia, Laos, Pakistan, Filipine, Sri Lanka, Taiwan și Vietnam; înregistrările din Indonezia, Malaezia, Myanmar, Singapore și Thailanda se referă în mare măsură sau exclusiv la „R. vulneratus. R. ferrugineus a fost acum raportat și confirmat din Albania, Algeria, Aruba, Bahrain, Bosnia și Herțegovina, Croația, Curaçao, Cipru, Egipt, Franța (inclusiv Corsica), Grecia, Israel, Italia (inclusiv Sicilia și Sardinia), Iordania, Kuweit, Libia, Malta, Monaco, Muntenegru, Maroc, Oman, Palestina, Portugalia (inclusiv Madeira), Qatar, Arabia Saudită, Slovenia, Spania (inclusiv insulele Baleare și Canare), Siria, Tunisia, Turcia și Emiratele Arabe Unite. Înregistrările din Australia, Papua Noua Guinee, Samoa, Insulele Solomon și Vanuatu nu au fost confirmate și este posibil să fie exemplare de R. bilineatus, o specie strâns înrudită indigenă din regiune.

#### Lista intervalului CABI ISC[5]

##### Africa
- absent din Algeria
- Djibouti
- Egipt
- Libia
- Mauritania
- Maroc
- Tunisia
- Nigeria
- Liberia

##### Asia
- Bahrain
- Bangladesh
- Cambogia
- China din 1997, prima detectare în Guangdong.[15]:246 Modelul lui Ge et al 2015 prezice o zonă largă de invazie pe baza climei, în toată sud, la nord până la est și la vest până în centrul Chinei.[15]:247
  - Fujian
  - Guangdong din 1997[15]:246
  - Guangxi
  - Hainan
  - Jiangsu
  - Tibet
  - Yunnan
  - Zhejiang
- Georgia
- Hong Kong
- India
  - Insulele Andaman și Nicobar
  - Andhra Pradesh
  - Assam
  - Bihar
  - Daman și Diu
  - Goa
  - Gujarat
  - Karnataka
  - Kerala
  - Maharashtra
  - Meghalaya
  - Odisha
  - Tamil Nadu
  - Tripura
  - Uttar Pradesh
  - Bengal de Vest
- absent din Indonezia[14]
- Iran
- Irak
- Israel
- Japonia
  - Honshu
  - Kyushu
  - Insulele Ryukyu
- Iordania
- Kuweit
- Liban
- Laos
- absent din Malaysia[14]
- Myanmar
- Oman
- Pakistan
- Filipine
- Qatar
- Arabia Saudită
- absent din Singapore[14]
- Sri Lanka
- Siria
- Taiwan
- Thailanda
- Curcan
- Emiratele Arabe Unite
- Vietnam
- Yemen
  - Socotra

##### Europa
- Albania
- absent din Austria
- absent din Belgia
- Bosnia si Hertegovina
- Bulgaria
- Croația
- Cipru
- absent din Danemarca
- absent din Finlanda
- Franța
  - Corsica
- Grecia
  - Creta
- Italia
  - Sardinia
  - Sicilia
- Malta
- Muntenegru
- absent din Olanda
- absent din Polonia
- Portugalia
  - Madeira
- Rusia
  - Sudul Rusiei
- eradicat din Slovenia
- Spania
  - Insulele Baleare
  - eradicat din Insulele Canare
- absent din Ucraina
- absent din Regatul Unit
  - absent din Anglia

##### America de Nord
- Aruba
- Curaçao
- Antilele Olandeze
- eradicat din Statele Unite
  - eradicat din California

America de Sud
- Uruguay (identificat în 2022)[16]

##### Oceania
- Australia neevaluat
  - absent din New South Wales
  - absent din Northern Territory
  - Queensland neevaluat
  - absent din Australia de Sud
  - absent din Tasmania
  - absent din Victoria
  - absent din Australia de Vest
- absent din Papua Noua Guinee[14]
- Samoa neevaluat
- Insulele Solomon neevaluate
- Vanuatu neevaluat

### Gazde
Se spune că această specie de gărgăriță roșie a palmierului atacă 19 specii de palmier și este cel mai rău astfel de dăunător din lume.{ {rp|245}} Deși gărgărița a fost raportată pentru prima dată pe nucă de cocos în Asia de Sud-Est, a câștigat un punct de sprijin pe palmier de curmal în ultimele două decenii în mai multe țări din Orientul Mijlociu , iar apoi și-a extins aria în Africa și Europa. Această expansiune s-a datorat deplasării materialului săditor infestat din zonele contaminate către zonele neinfectate. În regiunea mediteraneană, gărgărița roșie a palmierului dăunează grav și „Phoenix canariensis. În prezent, dăunătorul este raportat în aproape 15% din țările cultivatoare de nucă de cocos la nivel mondial și în aproape 50% din țările cultivatoare de palmieri curmale.
Toate gazdele cunoscute ale lui R. ferrugineus, compilate din surse de CABI ISC sunt: Areca catechu, Arenga pinnata, Borassus flabellifer, Brahea înarmat, B. edulis, Butia capitata, Calum merillii, Caryota cumingii , C. maxima, C. ardere, Chamaerops humilis, Cocos nucifera, Corypha umbraculifera, C. utan, Elaeis guineensis, Howea forsteriana, Jubaea chilensis, Livistona chinensis, L. decora, Metroxylon sagu, Phoenix canariensis, P. dactylifera (palmier curmal), [Phoenix sylvestris|P. sylvestris]], Roystonea regia, Sabal palmetto, Trachycarpus fortunei, Washingtonia filifera, și W. robusta. Studiile de laborator au crescut insecta în dietele lui Agave americana și Fabrici de zahăr, dar aceste constatări nu au fost observate în sălbăticie. Există dovezi că gărgărița preferă soiul „Sukkary” de palmier curmal altor soiuri.
Specia de palmier Washingtonia filifera|W. filifera]] și Chamaerops humilis pot fi moderat rezistente la gărgărița roșie a palmierului, deși ambele sunt gazde cunoscute.

## Ciclul de viață

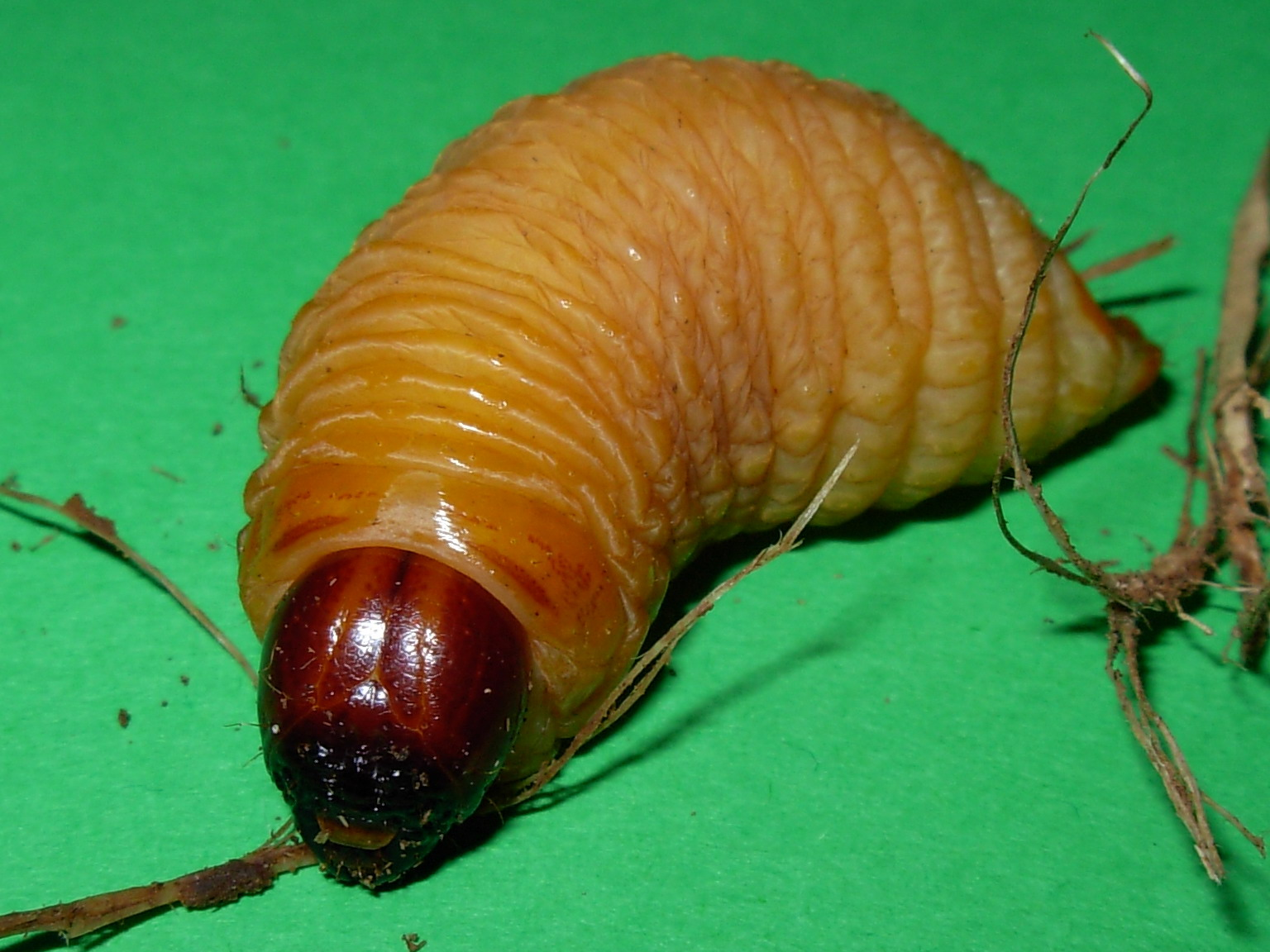
Larva

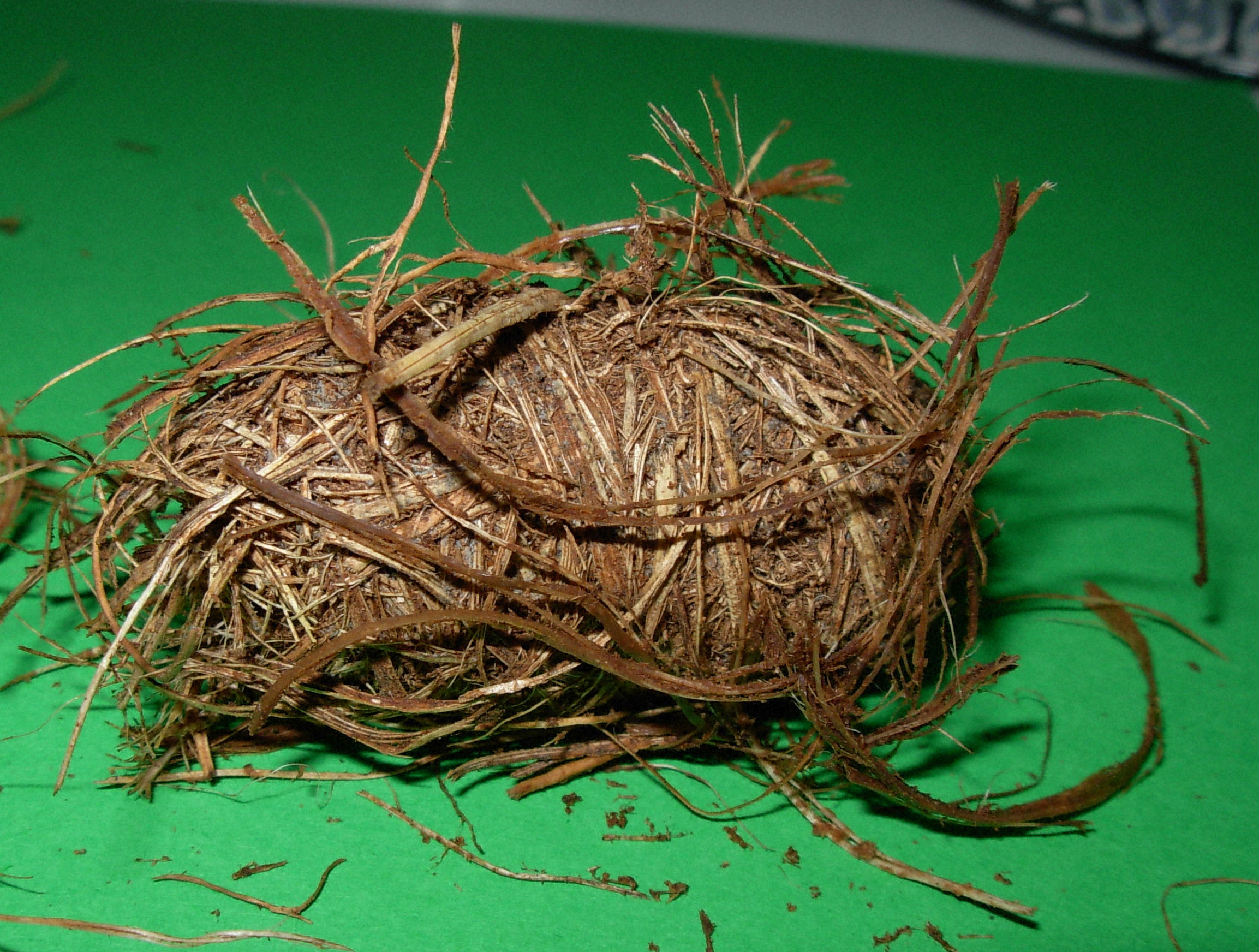
Pupal Case

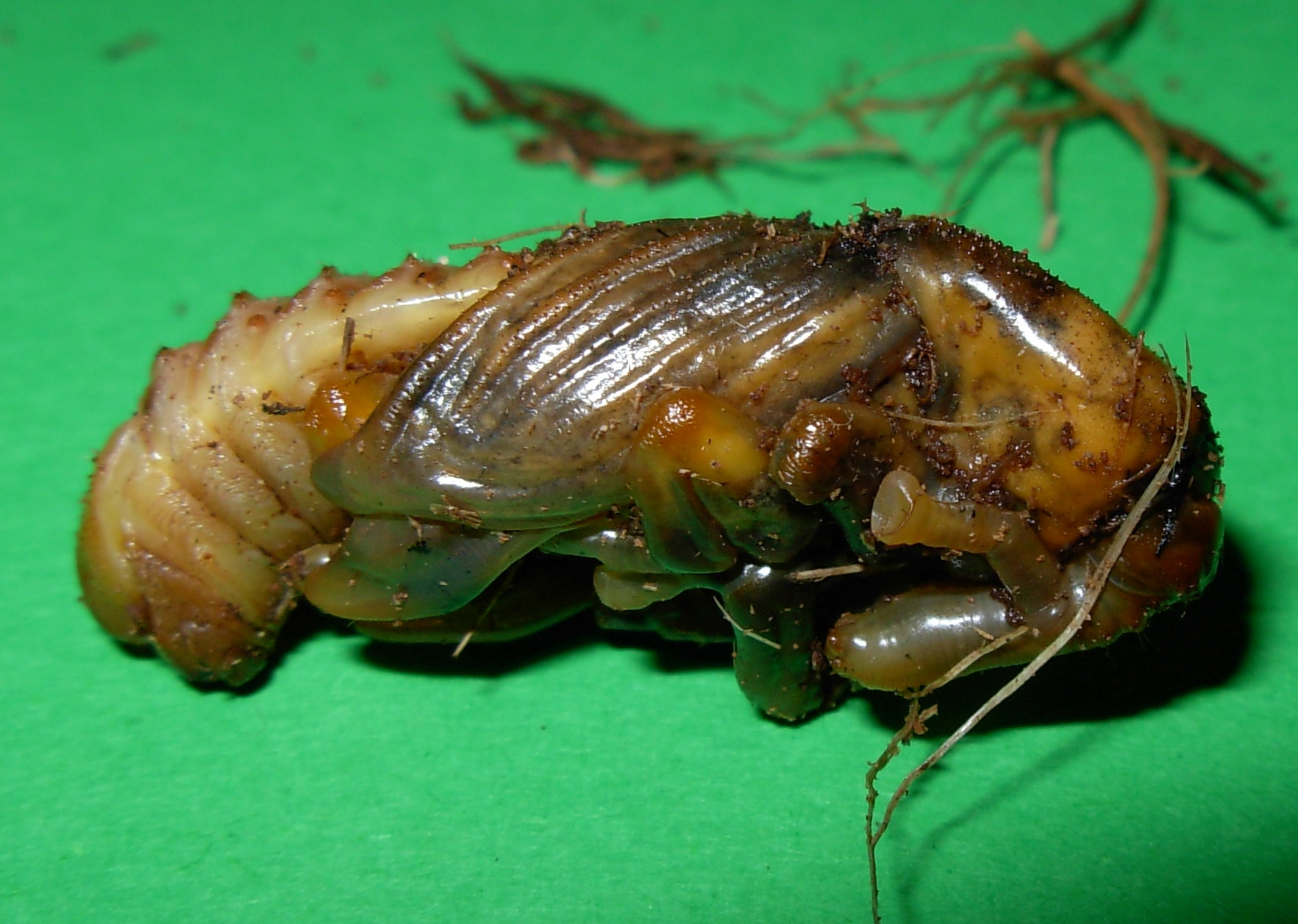
Pupa

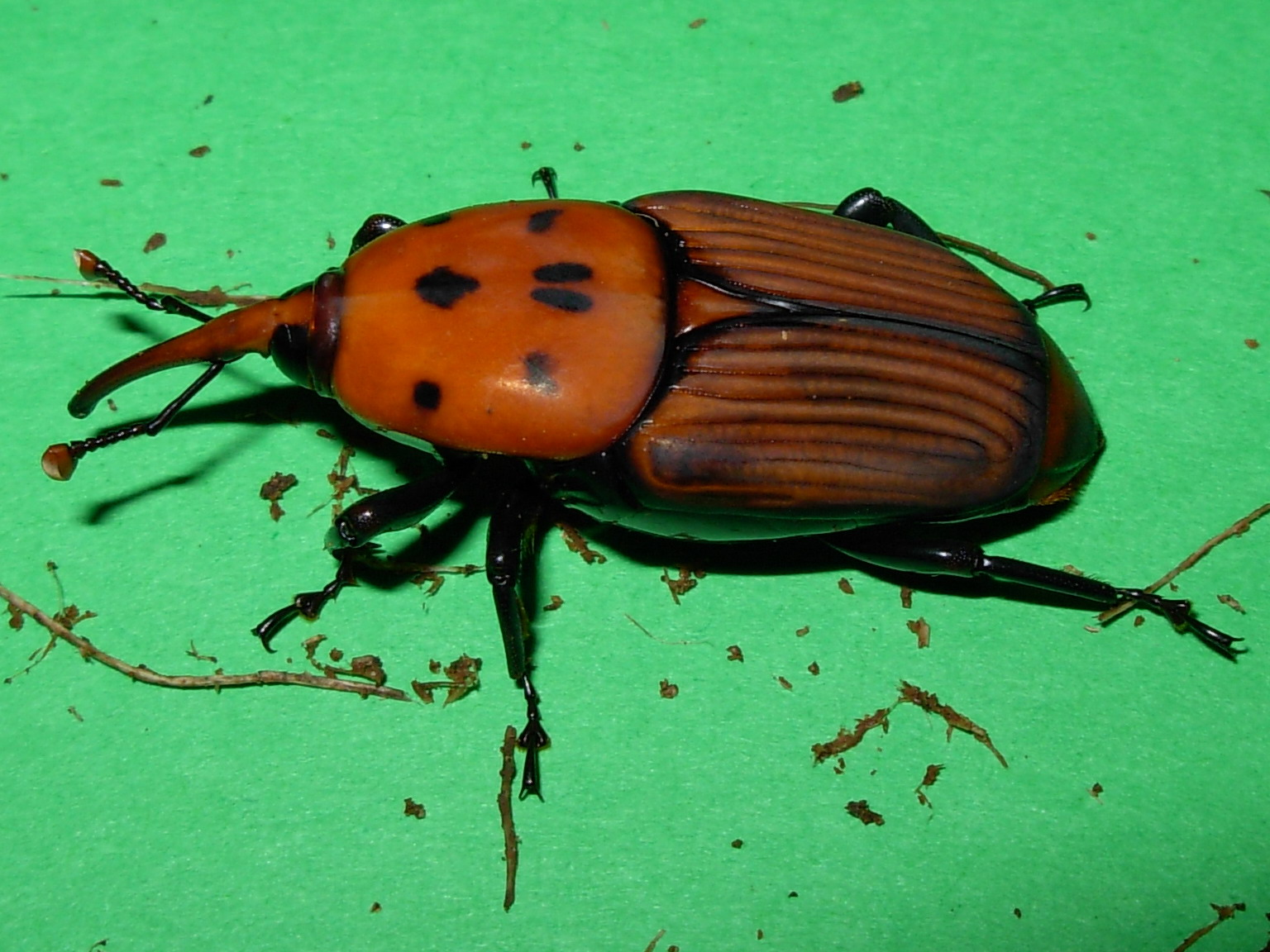
Adult

Această gărgăriță infestează de obicei palmele mai tinere de douăzeci de ani. În timp ce adultul provoacă unele daune prin hrănire, îngroparea larvei în inima palmierului poate provoca cea mai mare mortalitate a copacilor. Femela adultă depune aproximativ două sute de ouă pe o nouă creștere în coroana palmei, la baza frunzelor tinere sau în leziuni deschise pe plantă. Oul eclozează într-un alb. , larvă fără picioare. Larva se va hrăni cu fibrele moi și mugurii terminali, făcând tunel prin țesutul intern al copacului timp de aproximativ o lună. Larvele pot crește ocazional până la o lungime de 6 la. La pupație, larva va părăsiți copacul și formați un cocon construit din fibre uscate de palmier în așternut de frunze la baza copacului. Ciclul total de viață durează aproximativ 3–4 luni.

### Ovipoziție
După fertilizare, femela adultă poate depune între 300 și 500 de ouă. Ei zac în găurile pe care le-au făcut în timp ce căutau hrană sau profită de crăpăturile sau rănile dintr-o palmă recent tăiată. La ovipoziție, femelele se îndoaie în sus și tarsii sunt ancorați de țesutul cu țepii celei de-a treia perechi de picioare pentru a împinge ovipozitorul în țesutul dur al palmei. După depunere, femela protejează și asigură ouăle cu o secreție care se întărește rapid în jurul ouălor. În medie, femelele produc 210 ouă pe puie, majoritatea eclozează pe o perioadă de 3 zile. Ouăle sunt albe, cilindrice, lucioase, de formă ovală și măsoară 1 la. Spatele acestor ouă posedă structuri speciale de „acoperire branhială” care furnizează oxigen insectei în curs de dezvoltare.

### Larve
Larvele nou-născuților sunt galben-alb, segmentate, fără picioare și au o capsulă chitinoasă care este de un maro mai închis decât restul corpului. Ei au fălci conice orizontale puternice pe care le folosesc pentru a scoate vizuini de la axila frunzelor până la coroană, unde se hrănesc cu voracitate. La terminarea dezvoltării larvelor, larva va ieși uneori din trunchiul copacului și va construi o carcasă pupală de fibre extrase din galeriile din interiorul palmei. Larva va suferi apoi metamorfoză într-un adult. Larva va țese, de asemenea, o carcasă de pupă la baza frunzelor de palmier în interiorul frondei în sine sau în centrul bazei plantei.

### Adult
Insecta adultă este o zburătoare excelentă și este capabilă să parcurgă distanțe mari. Deși preferă să atace palmierii care sunt deja infestați sau slăbiți de alte tensiuni, ei vor coloniza palmierii sănătoși.

## Prădători, boli și paraziți
R. ferrugineus este predatat de Chelisoches morio, infectat cu virusul poliedrozei citoplasmatice și Metarhizium pingshaense și parazitat de Heterorhabditis indicus , Hypoaspis spp., Praecocilenchus ferruginophorus, Scolia erratica, ' 'Steinernema carpocapsae și Steinernema riobravis.

## Comportament
Tăierea dură ca modalitate de luptă
Palmă Phoenix tratată, care se recuperează după ce a fost atacată

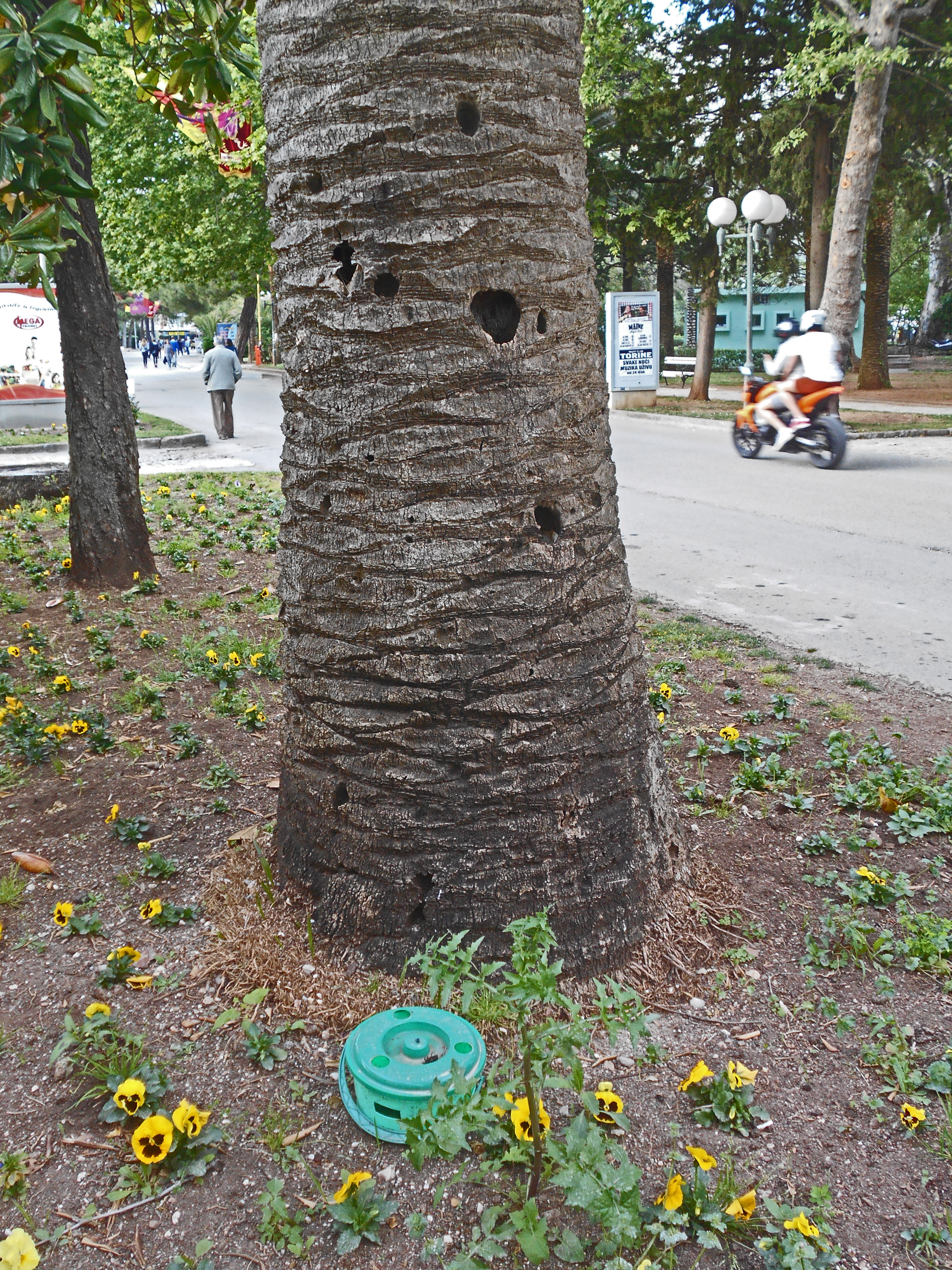
Capcane pentru atragere și distrugere (Budva, Muntenegru)

Studiile arată că această insectă este atrasă de acetatul de etil, 2-metoxi.4.vinilfenol, lactona gamma-nonanoică, 4SSS-ferrugineol, 50H și 4me-9-5Kt.

## Simptome de infestare
Infestarea dăunătorului poate duce la îngălbenirea și ofilirea palmelor, ceea ce poate duce la moartea plantei afectate.
Coroana se ofilește mai întâi, iar frunzele inferioare vor urma, din cauza leziunilor țesutului vascular. Simptomele majore, cum ar fi pierderea coroanei sau ofilirea frunzelor, sunt de obicei vizibile doar mult timp după ce palma a fost infestată. Infecțiile secundare ale bacteriilor și ciupercilor oportuniste pot apărea în țesuturile deteriorate, accelerând declinul. În momentul în care aceste simptome externe sunt observate, daunele sunt de obicei suficiente pentru a ucide copacul, iar infestarea poate fi prezentă timp de șase luni sau mai mult. a larvelor care se îngroapă și se mestecă se aude punând urechea pe trunchiul palmei. Cercetări recente au fost efectuate folosind dispozitive electronice de ascultare sau câini dresați să recunoască mirosul gărgărițelor sau al cariilor palmierului pentru a detecta mai devreme infestările la densități mici.

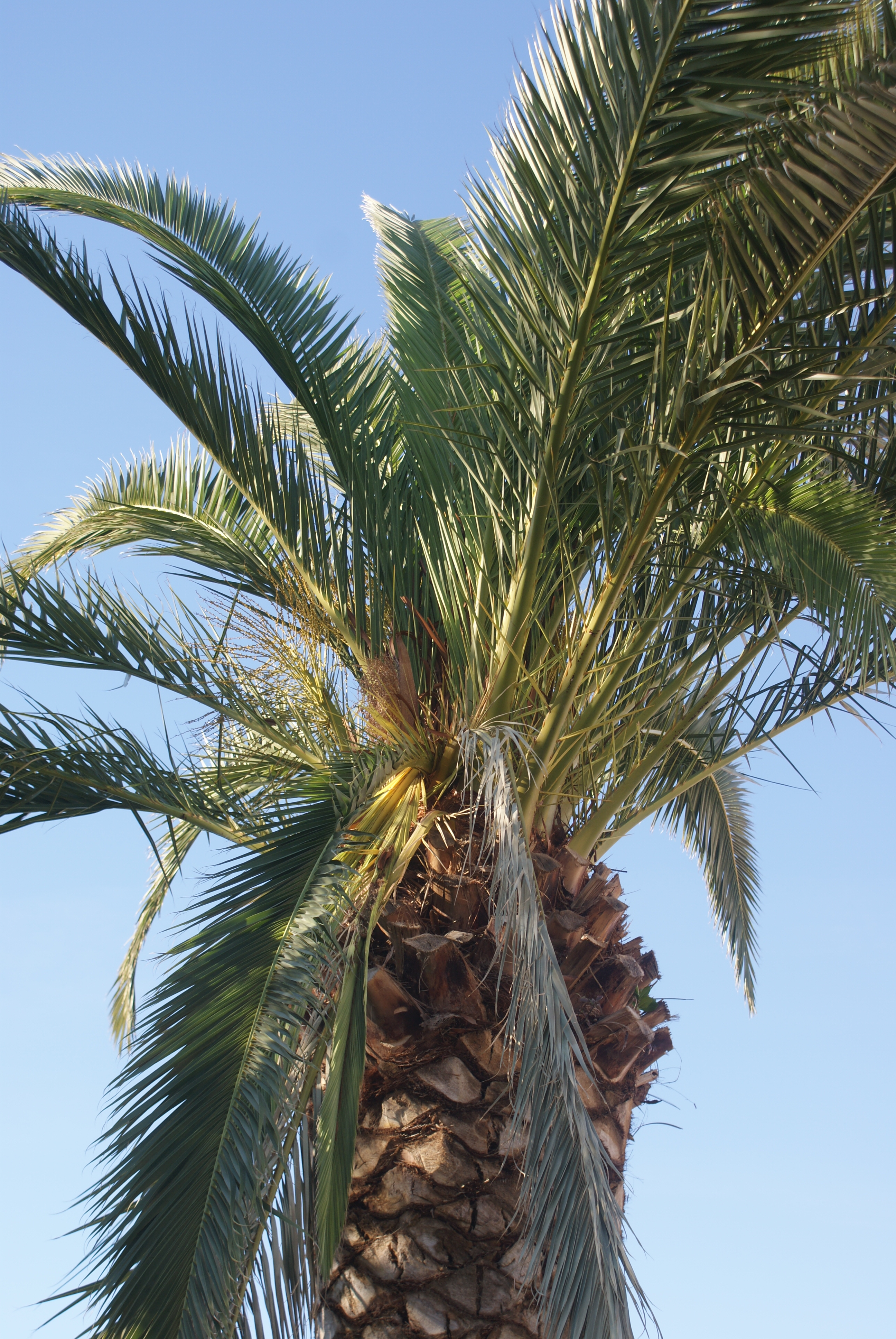
Palmier curmal din Insulele Canare, cu primele semne evidente de infestare
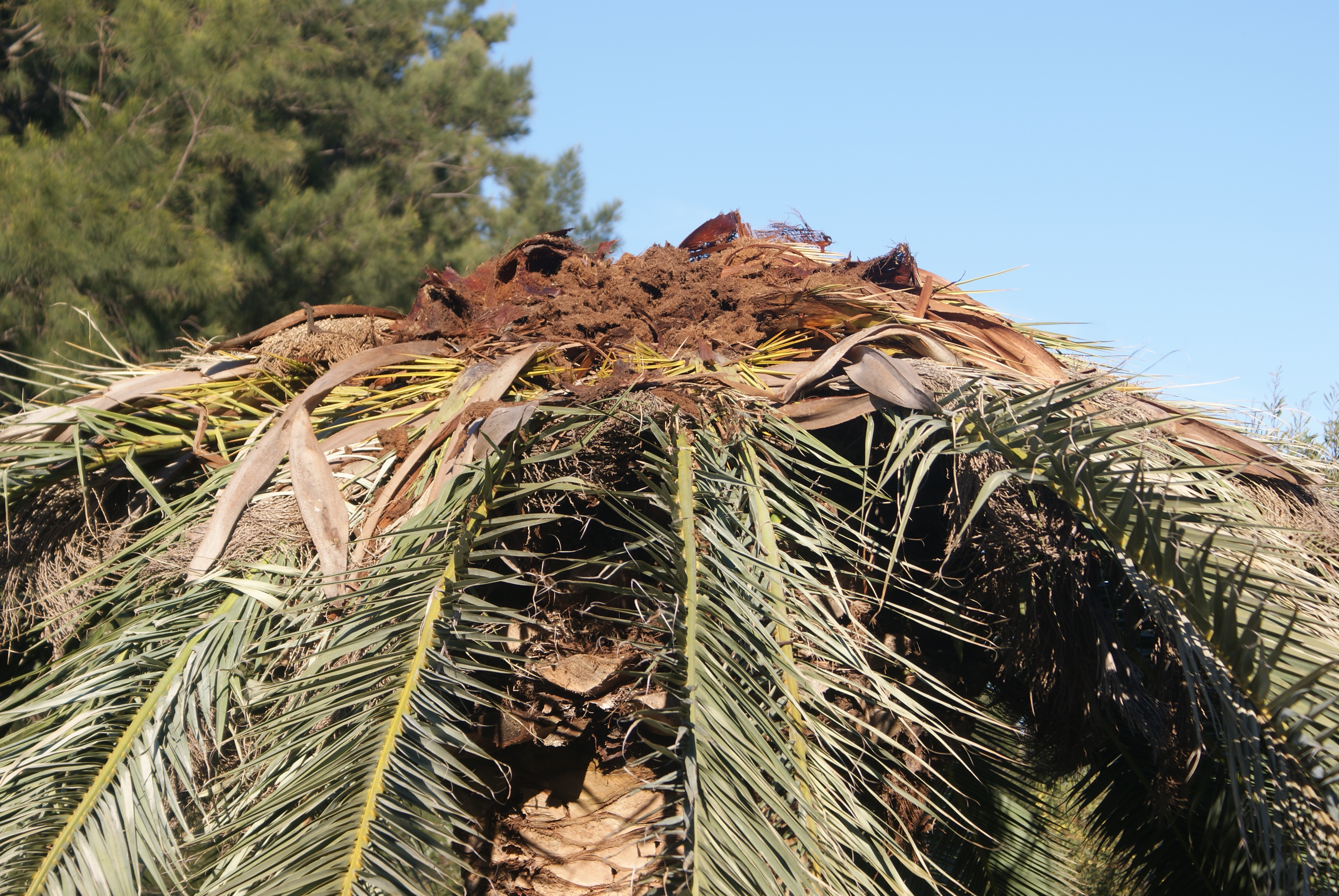
Coroana CIDP distrusă
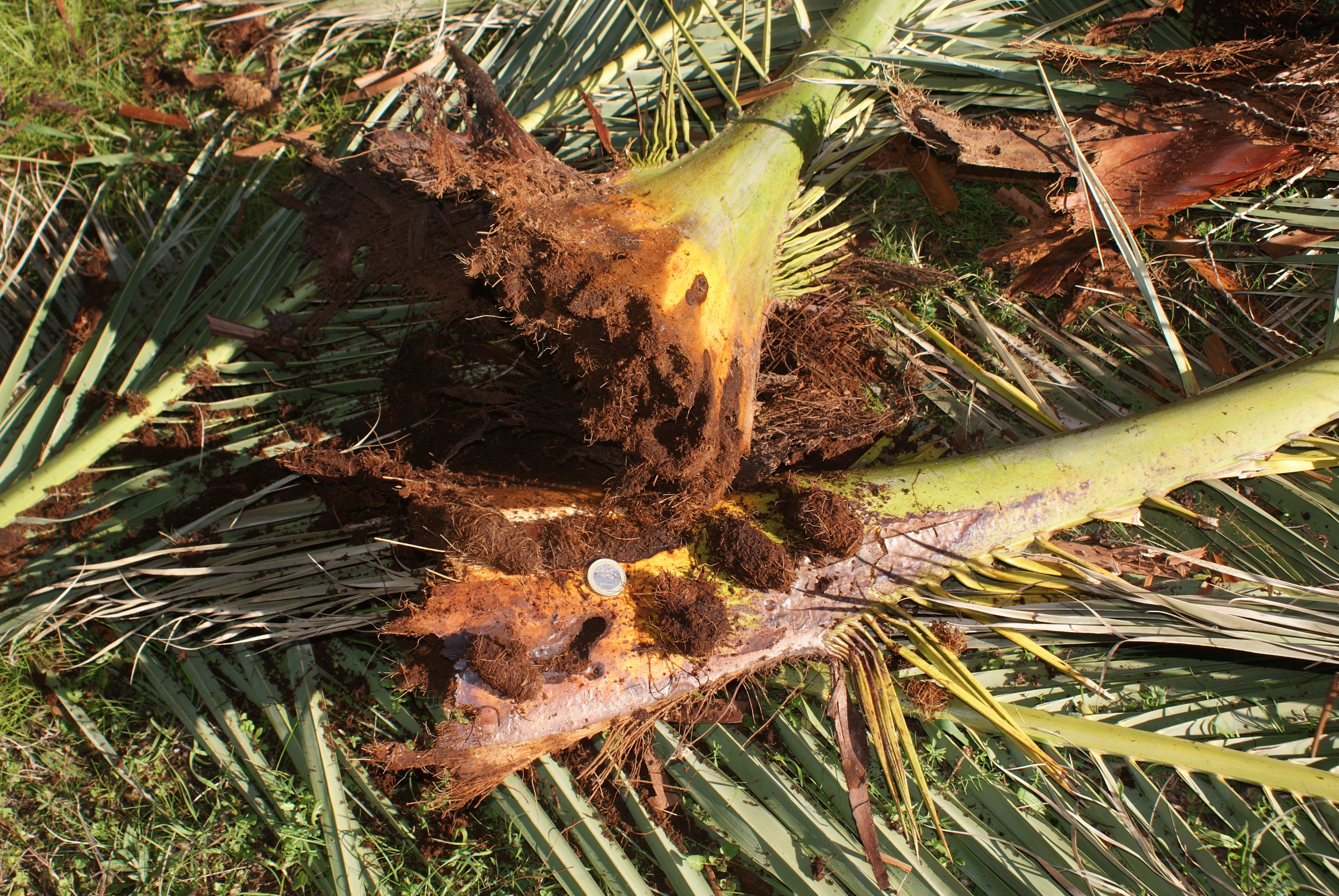
Bazele frunzelor de palmier căzute din coroana copacului, cu vizuini și carcase pupale extrase
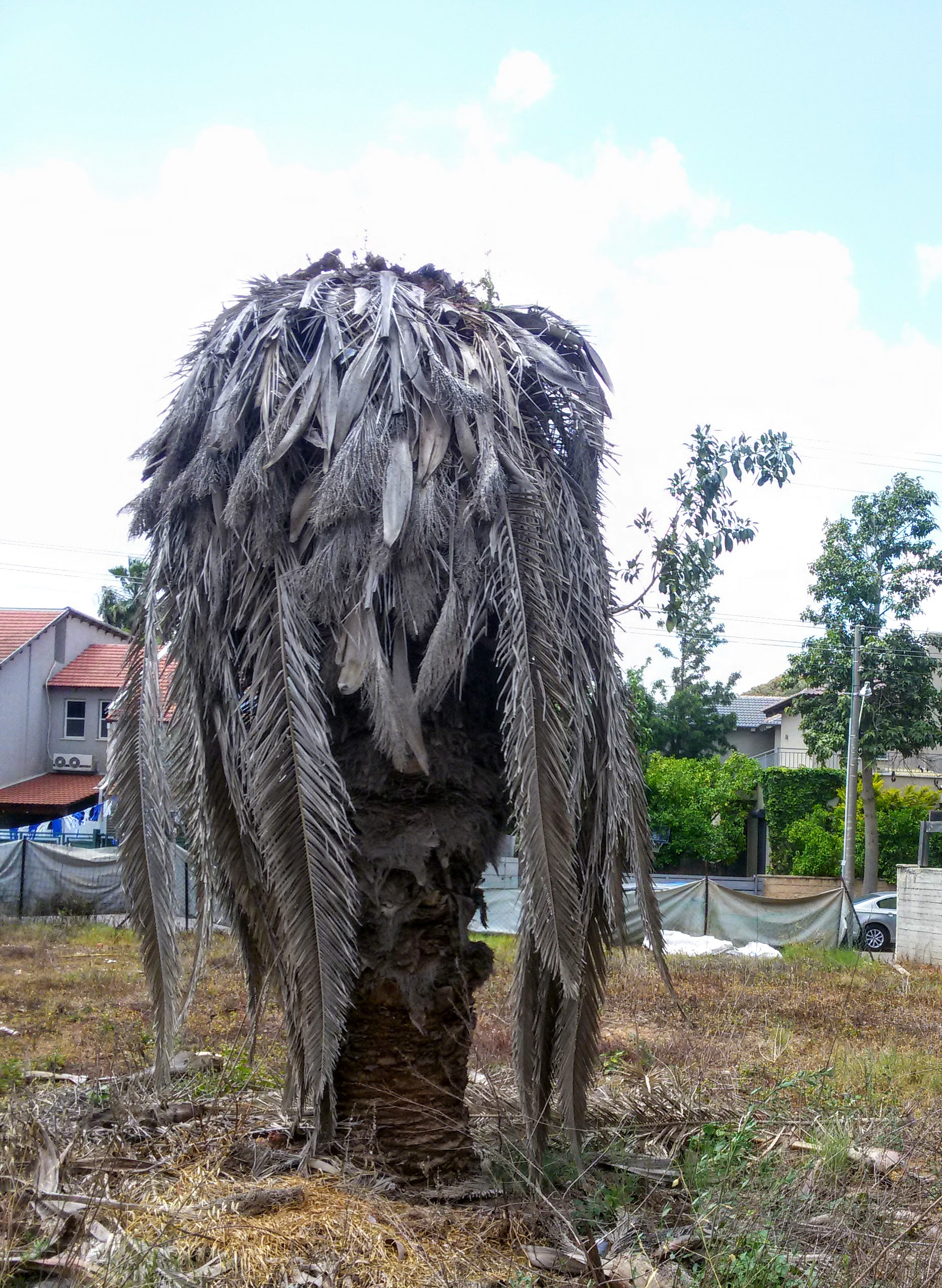
Palmier de curmal distrus de gărgărițe

## Control
Principala metodă de combatere este prin aplicarea unui insecticid sistemic. Insecticidul se aplică de obicei printr-o pâlnie la aproximativ 5 centimetre (2 in) deasupra zonei infestate a trunchiului. Gărgărița roșie a palmierului poate fi monitorizată folosind momeli cu feromoniși forme alternative de control, folosiți igienizarea câmpului și capcană cu capcane momeală cu feromon  și semiochimice derivate din plante. Noi tehnologii alternative care utilizează semiochimice și bioinsecticide sunt dezvoltate pentru a atrage gărgărițele la o sursă punctuală și a le ucide. O altă tehnică de management este udarea bazei frunzelor de palmier cu ciuperca entomopatogenă Metarhizium robertsii (sin. M. anisopliae,  Entomophthora anisopliae), sau Beauveria bassiana. O companie italiană susține că a dezvoltat un guler pentru microunde care poate fi folosit pentru a steriliza arbori individuali.Format:Citare necesară Pentru detectarea precoce, analiza bioacustică poate fi implementată prin introducerea un microfon sensibil în arbore și înregistrarea tuturor sunetelor produse. Aceste sunete sunt analizate prin procesarea semnalului digital și inteligența artificială pentru a decide dacă sunt generate de gărgărițele de palmier.
apărarea împotriva acestei gărgăritori este insuficient studiată. 2016|alt=recent}} a descoperit un sistem de apărare în multe sisteme gazdă-patogen. RNAi arată promițător ca țintă de reproducere atunci când reproduce palmier pentru rezistența RPW.<nume ref. = "Management" >

## Prevenirea
Deoarece gărgărița preferă să-și depună ouăle în țesuturi mai moi, evitarea deteriorării mecanice a plantelor poate ajuta la reducerea infestării. Gudronarea rănilor după tăierea unei plante de frunze moarte sau vechi poate reduce, de asemenea, probabilitatea de infestare. Nu este recomandată deplasarea materialului vegetal, cum ar fi coji, frunze moarte sau cocos netratat, din zonele infestate în cele neinfestate.

## Utilizări culinare

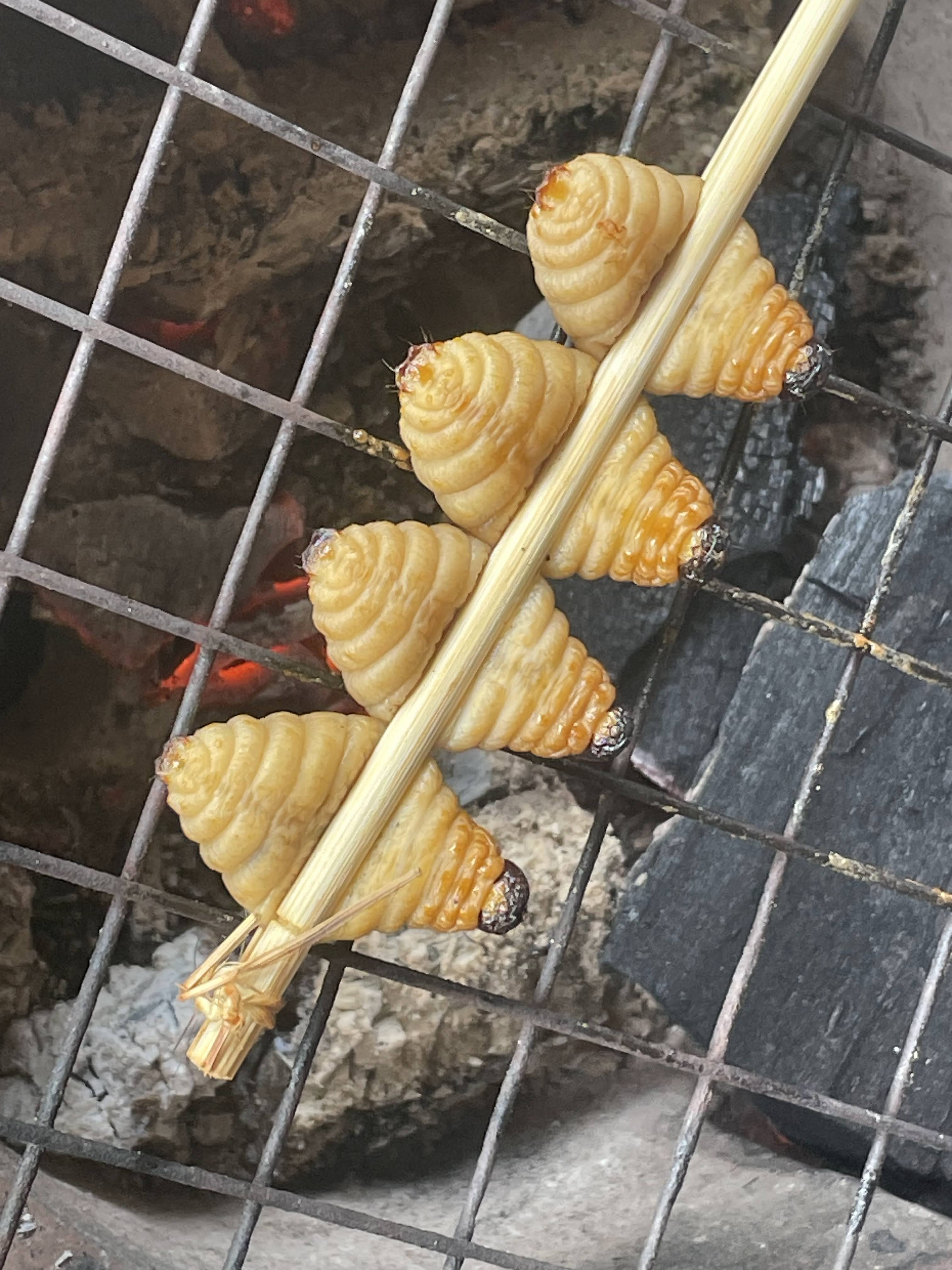
Larve prăjite ale gărgăriței asiatice a palmierului din Laos

Larva de larve este considerată o delicatesă în Vietnam. În Vietnam, larvele sunt de obicei consumate vii cu sos de pește. Alte metode de gătit includ prăjirea, prăjirea și gătirea la abur. Se consumă cu orez lipicios și salată sau se gătesc cu terci. Larvele sunt cunoscute în limba vietnameză sub denumirea de „đuông dừa” („larvă de gândac de nucă de cocos”). Guineea) se referă la specii diferite, înrudite, de Rhynchophorus.